# تيران (مضيق)

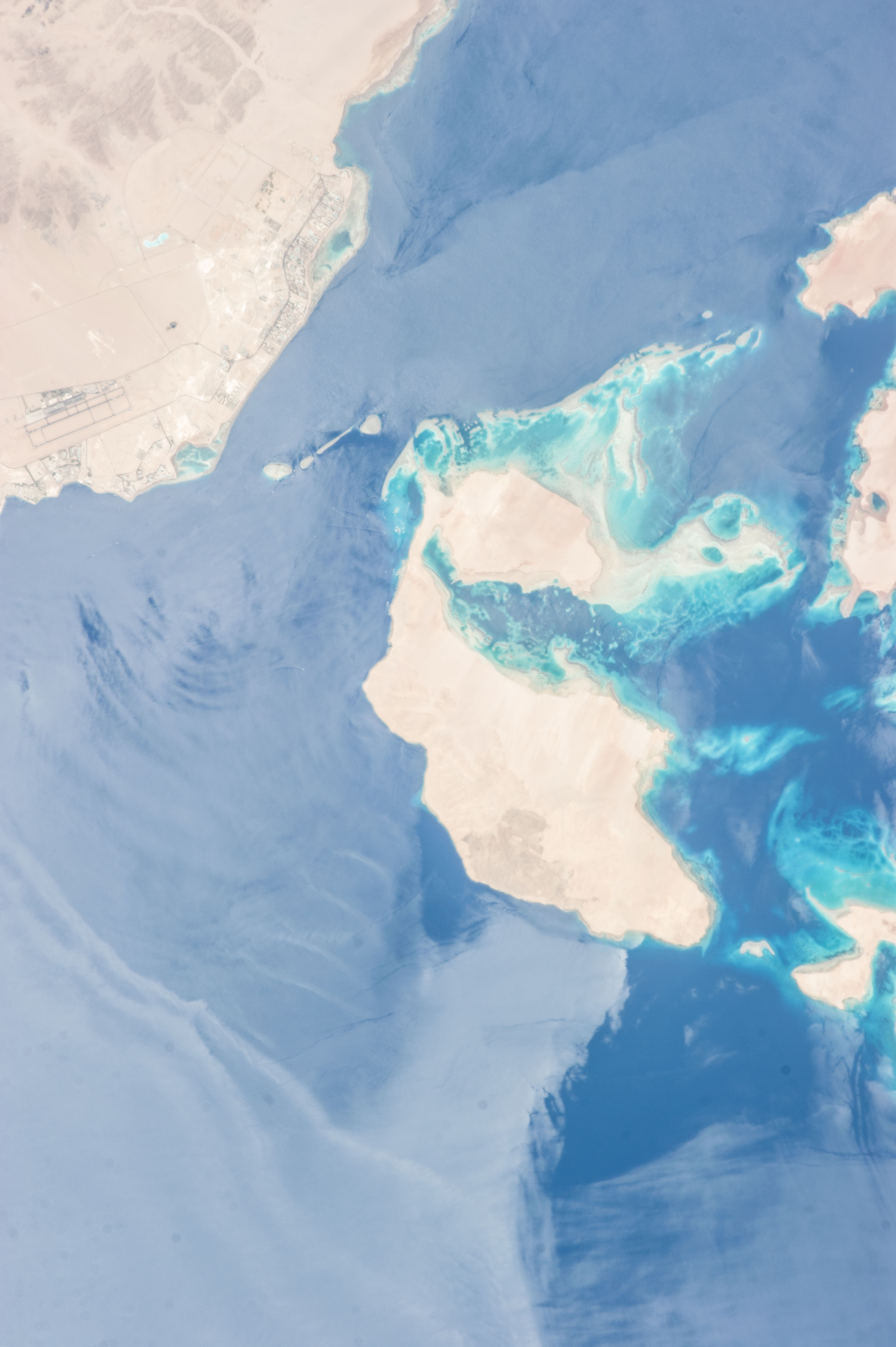
صورة مأخوذة من محطة الفضاء الدولية تظهر تركيب المضيق، مظهرة المياه العميقة في المضيق أعلى يسار الصورة والواقع إلى غرب جزيرة ثيران وتظهر المياه الضحلة باللون الفيروزي المخضر وتظهر تشكيلات الحيد البحري الأربعة بين الممرين

مضيق تيران أو مضائق تيران يعد بوابة خليج العقبة ومدخله إلى البحر الأحمر، يبلغ طوله 16 كم وعرضه 8 كم ، وتوجد جزيرتان في الممر المائي وهما جزيرة ثيران التي سمي المضيق بإسمها وجزيرة صنافير إلى الشرق، وهناك ثلاثة ممرات ملاحية من خليج العقبة وإليه، يقع الأول منها بين ساحل سيناء وجزيرة تيران، ولكنه أقرب إلى ساحل سيناء، وهو الأصلح للملاحة ويبلغ عمقه 290 مترًا، ويسمى بممر “إنتربرايز"، والثانى يقع أيضًا بين ساحل سيناء وجزيرة ثيران، ولكن أقرب إلى الجزيرة، ويسمى بممر “جرافتون”، ويبلغ عمقه 73 مترًا، ويفصل بينهما سلسلة من صخور التشكيلات المرجانية متوزعة على أربعة مجموعات من الحيد المرجاني (جوردون، توماس، وود هاوس، جاكسون)، وهما الطريق الوحيد لملاحة السفن الكبيرة المتجهة لميناء إيلات الإسرائيلي وميناء العقبة الأردني، في حين يقع ممر ثالث بين ساحل جزيرة تيران الشرقي وشبه الجزيرة العربية، ويبلغ عمقه 16 مترًا فقط، وهو غير مناسب للملاحة.
بسبب الموقع الإستراتيجي للمضيق، فإن السيطرة عليه كانت عاملا مهما في صراعات المنطقة مثل العدوان الثلاثي عام 1956 وحرب 1967.
طُرحت فكرة تشييد جسر بري بين مصر والسعودية في منطقة المضيق، وفي 2016، أُعلن توقيع البلدين إتفاقية إطلاقا للمشروع وتسميته باسم العاهل السعودي «جسر الملك سلمان بن عبد العزيز».